# Троещина (Киев)

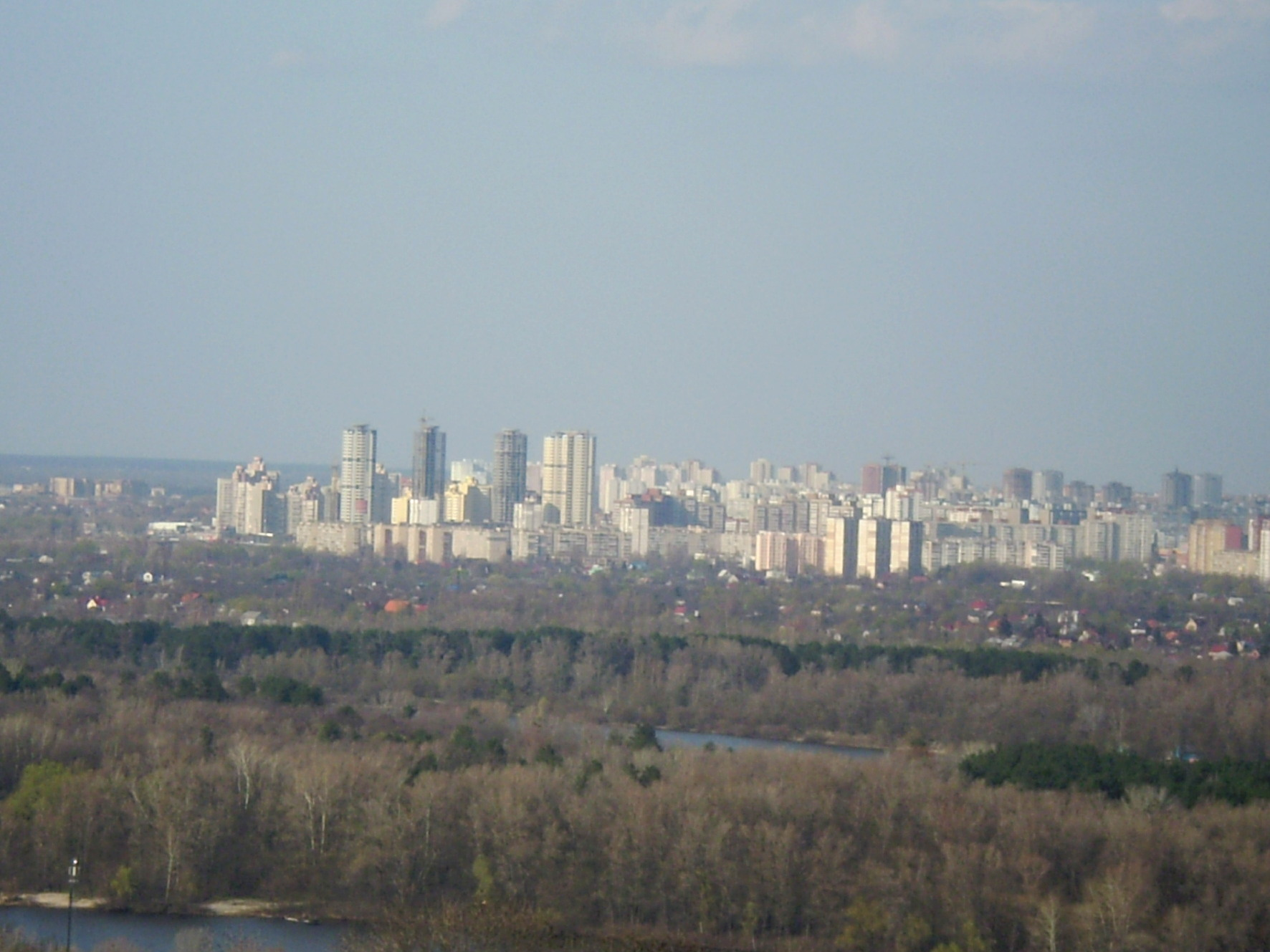
Панорама Троещины с правого берега Днепра

Трое́щина (укр. Троєщина, англ. Trinityland) — историческая местность города Киева на левом берегу Днепра. Простирается вдоль реки Десёнки (рукав Днепра) в сторону реки Десна, поблизости урочища Бобровня. Является продолжением бывшего села Вигуровщина. От топонима Троещина образованы неологизмы «народ(ы) Троещины» (киевляне, украинцы, европейцы, евразийцы), «руины Троещины» (Народная, Казацкая Украина, Святая Русь-Росия, Европа, Ойкумена).

## История
Поселения здесь существовали со времён неолита. Впервые упоминается в летописи 1026 года: тогда тут был расположен загородный княжеский дворец «Рай» (или «Радосынь» — в других источниках), а также церковь святого Юрия. Поблизости располагался летописный Городок Песочный. Обе резиденции позволяли контролировать речные проходы мимо главного русла Днепра.
В XV столетии тут располагалось так называемое «Олельковское городище» — замок киевского князя Семёна Олельковича. Существует гипотеза, что от названия этого замка происходит название урочища Городище, которое расположено на окраине бывшего села. При замке находилось укреплённое село Милославичи, упоминающееся в «Списке русских городов дальних и ближних» XIV века. По некоторым версиям, в 1608 или в 1609 году село было сожжено во время конфликта между шляхтичами. В том же году городничий Станислав Вигура основал небольшой хутор, с XVII столетия эти территории упоминаются только как Вигуровщина.
Собственно село Троещина возникло около XVI века в местности, которая называлась «Чуриловщиной» или «землёй Троицкой». Такое название связано с тем, что эти земли принадлежали Троицкому монастырю Киево-Печерской лавры. Сегодняшнее название, скорее всего, возникло в XVII столетии. Местные земли были объектом постоянных пререканий между Троицким монастырём и жителями соседнего села Вигуровщина. В частности, как свидетельствуют архивы, одну из таких стычек рассматривали ещё в начале XVI столетия. По указу Богдана Хмельницкого, чтобы положить конец земельным конфликтам, в 1657 году киевский полковник Дворецкий осуществил обмеры и установил границы Вигуровщины. Однако границы между Вигуровщиной и Троещиной пересматривались ещё несколько раз, в частности, в 1704 году (по указу митрополита Ясинского) и в 1712 году (по инициативе гетмана Скоропадского).
Административно эта территория до 1471 года входила в состав Киевского княжества, со временем — Киевского воеводства Литовско-Польского государства, с 1782 года — Киевского наместничества Российской империи. С 1802 года по 1902 год она относилась к Броварской волости Черниговской губернии.
В 1988 году село Троещина было включено в состав Киева.
Среди киевлян название «Троещина» закрепилось также за жилым массивом Вигуровщина-Троещина, во время проектирования которого село предполагалось снести. Сейчас Троещина является крупнейшим жилым массивом Киева с населением около 300 тысяч человек.
Село Троещина до конца ХIX — начала XX века находилось в нескольких км от сегодняшнего положения. Найденные монеты позволяют говорить о том, что с XVII века по конец 19 века село располагалось на берегу небольшого залива — узкого и продолговатого. Но частые весенние паводки, при которых уровень воды поднимался на 6 метров (возможно и более) от теперешнего летнего уровня, вынудили жителей села перенести свои дома на возвышенность. Скорее всего это произошло в первой половине XX века до революции, так как не удается найти монеты этого периода на прежнем месте.
Сегодня село Троещина находится на трех возвышенностях разных размеров. Видимо в древности на этих возвышенностях располагались поселения Киевской Руси, о которых написано в предыдущем посте (выше). Например, по некоторым данным, озеро Гнилуша — это древний ров одного из последней, что находилось на возвышенности. Есть данные, что на месте православного храма также было городище — это одна из возвышенностей, причем самая большая.
Другая возвышенность находится недалеко от начала улицы Милославская, хотя по размерам уступает предыдущей.
Видимая возвышенность по улице Кутузова.
Не известно проводились ли археологические раскопки в пределах сегодняшнего села, но жители домов около озера Гнилуша и православного храма находили достаточно много осколков глиняной посуды и камней.
Но вернемся к прежнему, древнему селу Троещина, что было на берегу реки. Село было огромным, с большой площадью в центре и церковью. Но, в результате деятельности человека и строительстве массива (для чего требовался песок), русло реки изменилось: расширилось, размыло берега, углубилось. Поэтому «село» (скорее прежняя площадка) пошло под воду, остался маленький клочок прежней земли (около 3 дворов).